# Wappen von British Columbia

Wappen von British Columbia

Das Wappen von British Columbia wurde der kanadischen Provinz British Columbia am 31. März 1906 durch König Eduard VII. verliehen und ersetzte ein inoffizielles Wappen aus dem Jahr 1895.

## Symbolik
Im Schildhaupt des Wappenschilds ist als Symbol der engen Verbundenheit mit Großbritannien die Union Flag abgebildet, die zusätzlich eine Krone in der Mitte aufweist. Das mittlere und das untere Drittel bestehen aus drei blauen und vier weißen Wellen, die von der aufgehenden Sonne überstrahlt werden. Sonne und Wellen kennzeichnen die Lage der Provinz zwischen dem Pazifik und den Rocky Mountains.
Der goldene Helm über dem Wappenschild ist ein Symbol der Souveränität British Columbias innerhalb der Kanadischen Konföderation. Die Helmdecke und der Helmwulst sind beide in rot und weiß, den nationalen Farben Kanadas. Helmkleinod ist ein auf der Edwardskrone stehender, gekrönter goldener Löwe, der um den Hals eine Hartriegelblüte trägt (offizielle Blume der Provinz)
Schildhalter sind links (heraldisch gesehen rechts) das aufgerichtete Wapiti von Vancouver Island und ihm gegenüber das aufgerichtete, goldbewehrte, silberne Dickhornschaf vom Festlandteil der Provinz. Sie repräsentieren die Vereinigung beider Kolonien im Jahr 1866. Das Postament besteht aus weiteren Hartriegelblüten. Der Wahlspruch auf silbernem Band mit schwarzen Majuskeln lautet Splendor sine occasu („Pracht ohne Ende“) und beschreibt die Schönheit der Natur von British Columbia.

## Geschichte

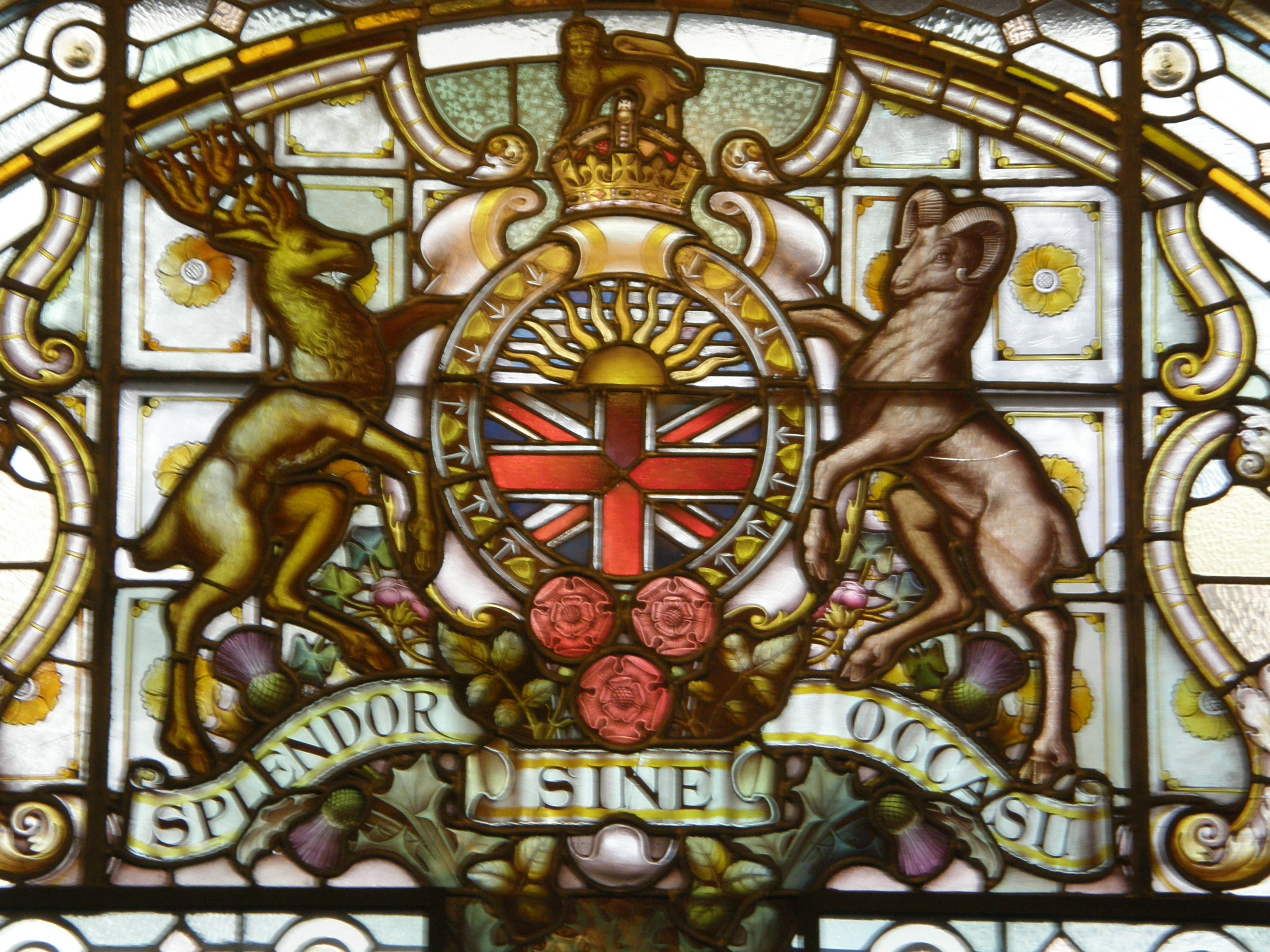
Darstellung der älteren Version des Wappens im Parlamentsgebäude in Victoria mit der aufgehenden Sonne über der Union Flag

Erstes heraldische Symbol war das Große Siegel der Provinz, bestehend aus den Initialen „BC“ und dazwischen einem auf der Reichskrone stehenden Löwen. Dieses Siegel war in Verwendung, als British Columbia im Jahr 1871 der Konföderation beitrat.
Canon Arthur Beanlands aus Victoria entwarf das erste Wappen, das sich unwesentlich vom heutigen unterschied: Auf dem Schild stand die Sonne über der Union Flag. Die Provinzregierung genehmigte das Wappen am 19. Juli 1895 und setzte es als neues Großes Siegel ein.
Während das Bestimmen des Aussehens des Siegels in der Kompetenz der Provinzen liegt, können Wappen bis heute nur durch den Souverän als Zeichen der Ehre verliehen werden. Die Provinzregierung versuchte 1897, das Wappen durch das College of Arms genehmigen zu lassen, war aber aus verschiedenen Gründen erfolglos. Der erste Verstoß war das Führen des Löwen als Helmkleinod, der ausschließlich dem Monarchen vorbehalten war und selbst als Zeichen absoluter Loyalität nicht gewährt werden konnte. Die Heraldiker stießen sich auch an der Platzierung der Union Flag unter der Sonne, da dies nicht dem Grundsatz „die Sonne geht im Empire nie unter“ entsprach. Die Verwendung von Schildhaltern, eine große Ehre, wurde als anmaßend betrachtet, da noch keine andere Provinz dieses Privileg erhalten hatte.
Nach langwierigen Verhandlungen wurden zunächst nur der Wahlspruch und der Wappenschild genehmigt, mit vertauschter Position von Sonne und Union Flag. Die übrigen Elemente wurden am 15. Oktober 1987 durch Königin Elisabeth II. verliehen. Der Löwe als Helmkleinod wurde genehmigt, weil er mit dem Hinzufügen der Hartriegelblüte unterscheidbar gemacht worden war.